# Megachile pilidens
Megachile pilidens је инсект који припада реду опнокрилаца - Hymenoptera и породици Megachilidae. 

## Распрострањење
Ова врста насељава Европу, Азију и Северну Африку. У Србији је ретко бележена, али постоје поуздани подаци о присуству.

## Опис
Величина је од 8 до 30 мм. Гнезди се у разним већ постојећим шупљинама, углавном у пукотинама између камења. Има две генерације у току сезоне. Прва генерација лети од јуна до августа, друга у августу и септембру. Код ове врсте забележене су гинандроморфне јединке.

## Синоними
- Apis argentata Fabricius, 1793
- Megachile argentata (Fabricius, 1793)